# ويليام باراك
ويليام باراك (بالإنجليزية: William Barak)‏ هو رسام أسترالي، ولد في 1824م في أستراليا، وتوفي في 15 أغسطس 1903م في Coranderrk ‏ في أستراليا.